# Gerald Phiri Jr.
Gerald Keith Phiri Jr. (ur. 8 czerwca 1993 w Blantyre) – malawijski piłkarz grający na pozycji pomocnika lub napastnika w sudańskim klubie Al-Hilal Omdurman oraz reprezentacji Malawi.

## Kariera
Gerald Phiri Jr. jest wychowankiem malawijskiego klubu Mighty Wanderers. W 2018 roku wyjechał do Południowej Afryki i rozpoczął grę w Bidvest Wits. Z klubu był kilkukrotnie wypożyczany. W latach 2019–2022 grał w klubie Baroka FC występującym w Premier Soccer League. W 2022 przeszedł do sudańskiego Al-Hilal Omdurman.
W reprezentacji Malawi zadebiutował 22 maja 2015 w starciu z Republiką Południowej Afryki. W tym samym meczu zdobył debiutancką bramkę w kadrze.